# Pelasgi

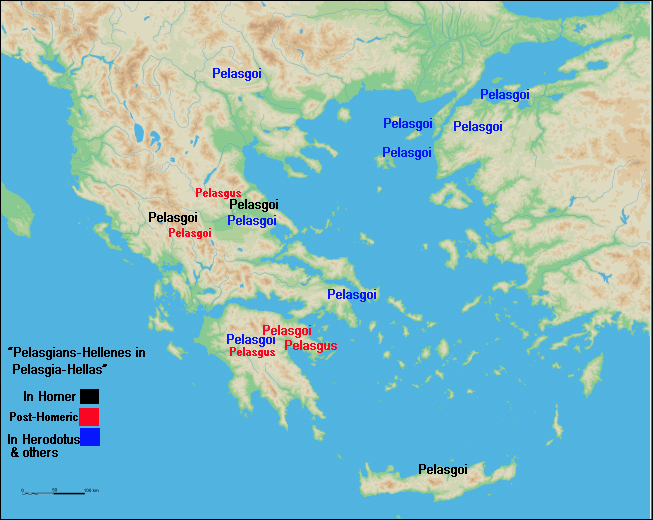
Hartă cu răspândirea pelasgilor

Numele de pelasgi (în limba greacă: Πελασγοί, Pelasgoí, singular Πελασγός, Pelasgós) a fost folosit de unii autori antici greci atunci când se refereau la grupe de populație care au precedat elenii în Grecia antică. În general termenul pelasgian a ajuns să se folosească într-un sens mai larg pentru toți locuitorii autohtoni din jurul Mării Egee și a culturilor lor, înainte de apariția limbii grecești. În timpul perioadei clasice, enclave sub această denumire au supraviețuit în mai multe locații din Grecia continentală, Creta și în alte regiuni din Marea Egee. Populațiile identificate ca pelasgi vorbeau o limba (sau limbi) pe care grecii au identificat-o că nu era limba greacă, chiar dacă unii autori antici au descris pe pelasgi ca fiind greci. O tradiție care a supraviețuit spune că o mare parte din Grecia a fost Pelasgiană înainte de a fi elenizată.